# TuS Hamburg 1880
Der Turn- und Sportverein Hamburg 1880, kurz TuS Hamburg 1880, ist ein Sportverein aus Hamburg-Borgfelde. Der Verein hat rund 400 Mitglieder in den Abteilungen Fußball, Tennis und Faustball.

## Geschichte
Der Verein bezeichnet sich selbst als „ältesten Fußballverein Hamburgs“. Er geht zurück auf den 1880 im Hamburger Arbeiterviertel Rothenburgsort gegründeten Rothenburgsorter Turnverein von 1880, der 1926 das Endspiel um die Fußball-Meisterschaft der Deutschen Turnerschaft erreichte, dies jedoch mit 2:3 gegen den MTV Fürth verlor.
Der TuS Hamburg entstand am 22. März 1947 als Fusion des SV Rothenburgsort 1880 und des Sport-Klub Komet von 1908, der ursprünglich aus Hammerbrook stammte. Der SV Rothenburgsort brachte in die Fusion seinen Startplatz in der damals erstklassigen Stadtliga Hamburg ein. Dort spielte der Verein 1946/47 unter anderem gegen den Hamburger SV und den FC St. Pauli. Als Tabellensiebter konnte man sich jedoch nicht für die im darauffolgenden Jahr gegründete Oberliga Nord qualifizieren. In der Folgezeit spielte man von 1947 bis 1950 in der zweigleisigen und von 1952 bis 1954 in der direkt unter der Oberliga existierenden eingleisigen Amateurliga Hamburg, der damals zweithöchsten Spielklasse. Nach dem Abstieg 1954 – aufgrund der schlechteren Tordifferenz gegenüber Union 03 Altona – kehrte der Verein 1964 in die nurmehr drittklassige Hamburgliga zurück und hielt sich dort bis 1967 sowie noch einmal in der Saison 1968/69. Nach dem Abstieg aus der Landesliga 1973 gelang erst 2003 wieder die Rückkehr in den Hamburger Unterbau. 2011 stieg der Verein jedoch als Tabellenletzter wieder in die siebtklassige Bezirksliga ab. 2019 ging es dann runter in die Kreisliga.
Im Faustball wurde der Klub 1949 deutscher Vizemeister. Erst im Endspiel musste sich die Mannschaft mit 28:31 dem TV Merscheid geschlagen geben. 1963 gewann die Mannschaft die Nordgruppe der Faustball-Bundesliga. Noch Ende der 1990er Jahre spielten die Damen in der Bundesliga und die Herren in der Zweiten Bundesliga.
Ab 1949 spielten die Feldhandballer des TuS in der damals neugegründeten und erstklassigen Oberliga Nord. Bereits 1950 zog sich der Verein allerdings aus finanziellen Gründen freiwillig aus der Oberliga zurück. Ein Großteil der bisherigen Oberligaspieler verließ daraufhin den Klub und wollten den „Sportverein Komet von 1950“ gründen. Schließlich schlossen sie sich aber dem Hammer TV an. Bereits im Folgejahr stieg die durch die Abgänge geschwächte TuS-Mannschaft auch aus der Hamburger Stadtliga ab. Aber bereits 1952 war man in der Stadtliga wieder dabei. In der Halle gab es auch eine Damen-Mannschaft.
Nach dem Zweiten Weltkrieg bestand auch eine Boxsportabteilung, die eigene Kampfabende mit Vertretern anderer Hamburger Vereine ausrichtete und die auch Teilnehmer an den deutschen Amateurboxmeiterschaften stellte. Die ebenfalls in der Nachkriegszeit bestehende Tischtennisabteilung spielte 1951/52 in der Stadtliga.
Neben dem sportlichen Erfolg betrieb der TuS auch sozialen Wohnungsbau. Im durch Bombenangriffe völlig zerstörten Einzugsgebiet des auch als „Trümmer und Schutt“ übersetzten TuS gründete dieser eine Wohnungsbaugesellschaft. Am Borgfelder Gesundbrunnen, in der Nähe des Vereinsheimes, errichtete der Verein einen Wohnblock, in dem 40 Prozent der Wohnungen von Vereinsmitgliedern bewohnt wurden.

## Stadion
Bis 1982 bespielte der Verein den Traunspark Rothenburgsort, der 1948 5000 Zuschauer fasste. Ab 1982 war dann der Albert-Kaehlert Platz Gesundbrunnen die Heimat des Vereins.

## Vorgängervereine

### Rothenburgsorter FK 1908
Am 15. Februar 1908 wurde der Rothenburgsorter Fußball-Klub 1908 gegründet, der im Oktober 1930 mit dem SuS Rothenburgsort fusionierte. Die SuS selbst war im Juli 1924 durch die Fusion zwischen dem Rothenburgsorter SV 1924, der bis zum Frühjahr 1924 die Fußballabteilung des Hamburg-Rothenburgsorter TV 1880 war, und der Rothenburgsorter SpVgg 1920 entstanden.
1919 war der FK erstmals erstklassig geworden und spielte in der höchsten Hamburger Spielklasse, in der man sich so erfolgreich hielt, dass der Verein 1929 zu den Gründungsmitgliedern der eingleisigen Oberliga Hamburg gehörte. In dieser Liga ereilte den Verein aber trotz eines torlosen Unentschiedens beim Hamburger SV der Abstieg. In der Saison 1935/36 wurde der FK Meister der Staffel Hansa der Fußball-Bezirksklasse Groß-Hamburg und stand in der Aufstiegsrunde zur Gauliga Nordmark. Dort setzte sich der FK gegen die Konkurrenz aus Glückstadt und Neustadt-Glewe durch und stieg in die erstklassige Gauliga auf. Der Konkurrenz waren die Rothenburgsorter jedoch nicht gewachsen. Es gelangen lediglich drei Siege, zwei davon gegen den SC Sperber Hamburg sowie ein 4:3 gegen den SV Polizei Lübeck. Als Vorletzter stieg die FK am Ende der Spielzeit 1936/37 wieder ab. Im Jahr darauf gelang beinahe der Wiederaufstieg, in der Aufstiegsrunde scheiterte der FK jedoch am Schweriner SV 03. Von 1943 bis 1945 bildete die FK gemeinsam mit der Eimsbütteler SG Hamburg Hochbahn eine Kriegsspielgemeinschaft. Nach dem Ende des Zweiten Weltkriegs fehlte der FK nicht nur die zerstörten Sportstätten. Zusätzlich wurde aus dem Wohnviertel Rothenburgsort ein unbewohnter Industriestandort. So bündelte die FK zunächst 1946 die Kräfte mit dem Hamburg-Rothenburgsorter TV 1880 zum SV Hamburg-Rothenburgsort 1880. Dieser erhielt einen Startplatz in der erstklassigen Stadtliga Hamburg, den der SV schließlich die Fusion mit dem SV Komet zum heutigen TuS Hamburg 1880 einbrachte. Heini Fahrenholtz, der auch in der Ligamannschaft Fußball spielte, wurde auch Hamburger Leichtathletikmeister über 100 Meter.
Im Faustball wurde der Hamburg-Rothenburgsorter TV 1925 bis 1927 dreimal deutscher Meister der Deutschen Turnerschaft. Im Turnverein wurde aber auch Fußball gespielt und 1926 die Deutsche Vizemeisterschaft der Turnvereine gewonnen.

### SK Komet
Der Sport-Klub Komet von 1908 wurde am 2. August 1908 gegründet. 1914 aufgelöst, wurde der Verein im selben Jahr als SC Adler 1914 wiedergegründet und nahm 1915 den alten Namen an. 1933 setzte sich der SK Komet vor 8.000 Zuschauern gegen den SC Sperber Hamburg mit 3:2 im Entscheidungsspiel um den Aufstieg in die damals erstklassige Hamburgliga durch. Doch durch die Einführung der Gauligen wurde dieser Aufstieg hinfällig und man blieb in der Bezirksliga. In der Saison 1936/37 wurde der SK Komet Nachfolger des Rothenburgsorter FK 1908 als Meister der Hansastaffel und nahm damit an der Aufstiegsrunde zur Gauliga Nordmark teil.  In dieser setzten sich die Kometen vor dem punktgleichen Oldesloer SV durch und waren damit erstklassig. Der Neuling hielt in der Gauliga gut mit und beendete die erste Saison 1937/38 unter anderem nach Siegen über den FC St. Pauli und beim SC Victoria Hamburg sowie gleich zwei Mal gegen Altona 93 auf einem hervorragenden siebten Platz. 1938/39 gab es zwar zu Hause gegen den Hamburger SV mit 0:10 und auswärts beim Eimsbütteler TV mit 1:12 derbe Niederlagen. Doch der SK Komet verbuchte auch Siege gegen Holstein Kiel und erneut bei Altona 93 und rang dem HSV auf dessen Platz ein 1:1-Unentschieden ab. Mit dem sechsten Platz in der Endabrechnung war der Klassenerhalt erneut deutlich gesichert. Wegen des Zweiten Weltkriegs wurde die Gauliga Nordmark in zwei Bereichsklassen geteilt, um die unterbrochene Saison austragen zu können. In der Gruppe II u. a. mit dem Eimsbütteler TV, Altona 93 und Holstein Kiel eingeteilt gewann Komet lediglich ein einziges Spiel gegen eine Barmbeker Spielgemeinschaft und stieg als Vorletzter ab. Nunmehr in der Hammoniastaffel eingeteilt wurde der SK dort Meister und stand gleich wieder in der Aufstiegsrunde zur Gauliga, in der der Komet letztlich erfolglos blieb. Was 1941 noch misslang, gelang dann 1943 mit dem Aufstieg in die Gauliga Hamburg. Kurz nach Beginn der Saison 1943/44 bildete die SK Komet mit dem Veddeler TSV Hermannia 1888 die Kriegsspielgemeinschaft Hermannia/Komet. Die Bombardierungen durch die Operation Gomorrha hatten mit dem Stadtteil Hammerbrook auch den gesamten Sportplatz des SK Komet zerstört, der daher auf das Ausweichquartier auf der Veddel angewiesen war. Diese KSG schaffte nach sechs Siegen, darunter zwei gegen Altona 93 und einer über den Eimsbütteler TV, auf Rang sieben der Zehnerliga den Klassenerhalt. Da im Gau Hamburg die Saison 1944/45 noch fast komplett ausgetragen wurde, belegte die KSG am Ende der letzten Gauligaspielzeit einen achten Rang.
Mit Kriegsende wurde die KSG wieder aufgelöst, im März 1947 fusionierte der SK Komet schließlich mit dem SV Rothenburgsort 1880 zur heutigen TuS Hamburg 1880.
Die Feldhandball-Abteilung von Komet erreichte 1935/36 und 1939/40 die erstklassige Handball-Gauliga Nordmark.

## Persönlichkeiten
- Holger Hieronymus, Fußballspieler
- Udo Horeis, Fußballschiedsrichter